# (I’m Not Your) Stepping Stone
(I'm Not Your) Steppin' Stone – piosenka rockowa autorstwa duetu kompozytorskiego Tommy Boyce i Bobby Hart z 1966 roku, nagrywana była przez wielu artystów.
Po raz pierwszy nagrana przez zespół Paul Revere & the Raiders, ukazała się na albumie Midnight Ride, który ukazał się w maju 1966. Najbardziej znaną wersją utworu stała się wersja zespołu The Monkees, która ukazała się na singlu 12 listopada 1966 roku (jako strona B singla „I'm a Believer”). Wersja The Monkees osiągnęła pozycję 20 na amerykańskiej liście przebojów (będąc pierwszą piosenką ze strony B singla The Monkees na liście przebojów).

## Sex Pistols
"(I'm Not Your) Stepping Stone był także dziesiątym singel punkrockowego zespołu Sex Pistols, wydanym 5 czerwca 1980. 
Lista utworów 
1. (I'm Not Your) Steppin' Stone
2. Pistols Propaganda

 Skład 
- Johnny Rotten – wokal
- Steve Jones – gitara
- Glen Matlock – gitara basowa
- Paul Cook – perkusja